# غاريث فالنتاين
غاريث فالنتاين (بالإنجليزية: Gareth Valentine)‏ هو ملحن بريطاني، ولد في 22 نوفمبر 1956.

## وصلات خارجية
- غاريث فالنتاين على موقع ميوزك برينز (الإنجليزية)
- غاريث فالنتاين على موقع قاعدة بيانات برودواي على الإنترنت (الإنجليزية)
- غاريث فالنتاين على موقع ديسكوغز (الإنجليزية)